# First Sunday - Non c'è più religione
(locandina)
First Sunday - Non c'è più religione (First Sunday) è un film del 2008, ambientato a Baltimora.

## Trama
Durell e LeeJohn sono due grandi amici, si conoscono da tutta la vita. Durell cerca un lavoro stabile per poter garantire una vita dignitosa a suo figlio, mentre LeeJohn lo coinvolge in tutti i suoi progetti più o meno legali. L'ex moglie minaccia di trasferirsi perché non riesce a far fronte a un debito di 17.000 dollari che deve pagare entro una settimana, se vuole continuare a tenere aperto il suo centro di bellezza. Durell ha paura di non rivedere più suo figlio. Per caso un giorno entrano in una chiesa e vedono la gente che fa le donazioni. Presi dalla disperazione, decidono di tornare la sera stessa per rubare quei soldi. Il caso vuole che quella stessa sera ci sia una riunione del comitato della chiesa e le prove del coro. I due sono quindi costretti a prendere tutti in ostaggio. Nonostante le minacce e la pistola, gli ostaggi rimangono colpiti dalle storie dei due e decidono di perdonarli e aiutarli ad avere una seconda occasione.